# Università Mouloud Mammeri di Tizi Ouzou

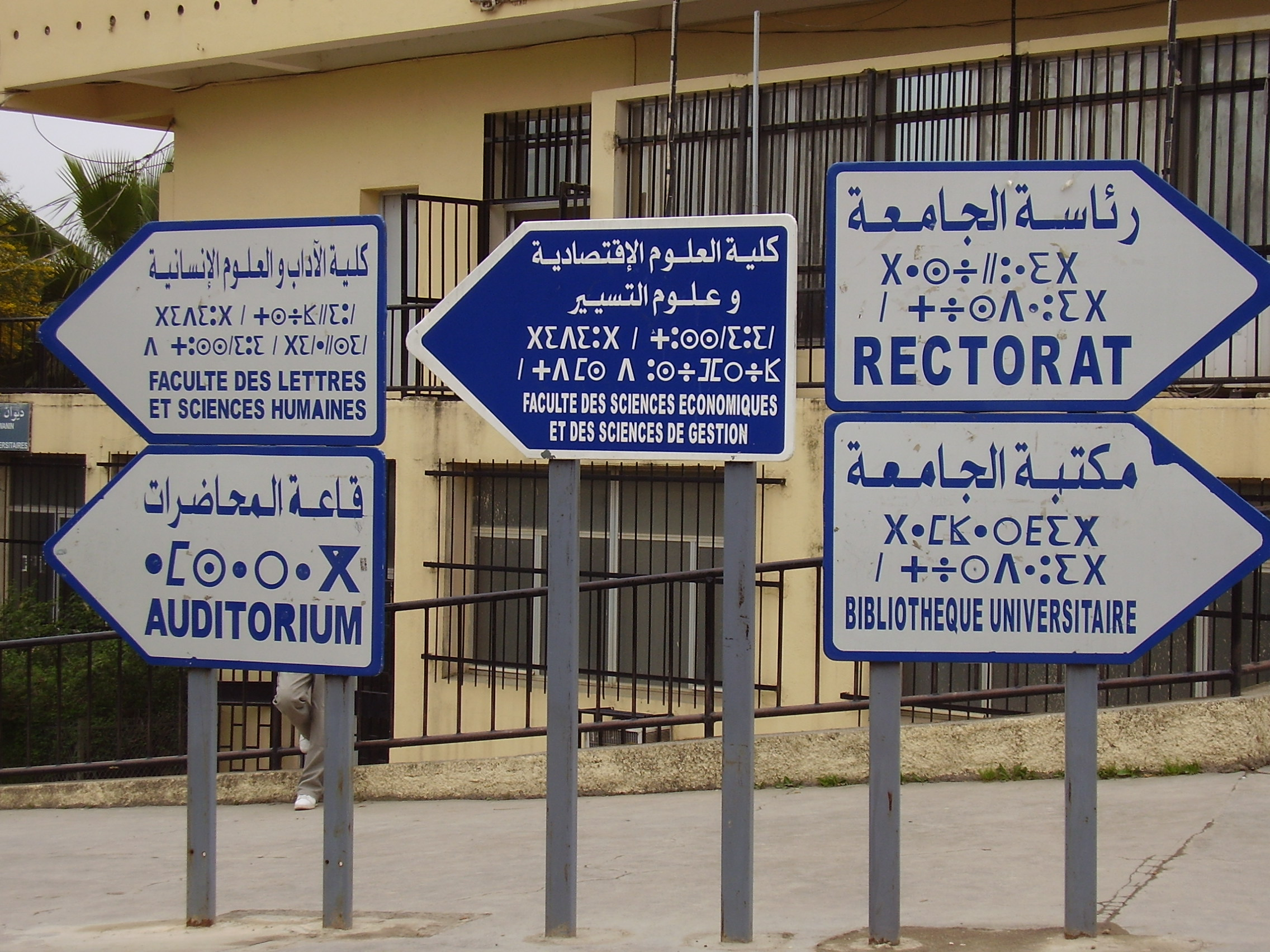
Cartelli indicatori in arabo, berbero e francese all'interno dell'università di Tizi Ouzou

L'Università Mouloud Mammeri di Tizi Ouzou (in francese: Université Mouloud Mammeri de Tizi Ouzou (UMMTO), in arabo: ﺠﺎﻣﻌـة ﻣﻭﻟﻮﺩ ﻣﻌﻤﺮﻲ , in berbero Tasdawit Mulud At Mεammer/ⵝⴰⵙⴷⴰⵓⵉⵝ ⵎⵓⵏⵓⴷ ⴰⵝⵎⴷⴰⵟⵙ) è un'università algerina, ubicata a Tizi Ouzou, nel cuore della regione berberofona della Cabilia.

## La fondazione
L'università venne fondata nel 1977 (decreto esecutivo nº 17-77 del 20 giugno 1977), sotto forma di "Centro Universitario". Divenne "Università" nel 1989 (decreto esecutivo nº 89-139 del 1º agosto 1989). Al momento della sua creazione, nel 1977, poteva contare su 400 studenti. Da allora la crescita è stata continua ed oggi se ne calcolano 37.600. Il che è particolarmente significativo del ruolo dell'università nella vita cittadina, se si pensa che la popolazione di Tizi Ouzou ha in totale 130.000 abitanti.
Attualmente l'ateneo comprende 8 facoltà e ventisette dipartimenti:
| Facoltà                         | n° di iscritti (2005) | Dipartimenti                                                                                    |
| ------------------------------- | --------------------- | ----------------------------------------------------------------------------------------------- |
| Scienze                         | 2847                  | Matematica Fisica Chimica                                                                       |
| Genio costruzioni               | 2627                  | Architettura Genio civile Genio meccanico                                                       |
| Elettro-informatica             | 3322                  | Informatica Elettronica Elettrotecnica Automatica                                               |
| Scienze biologiche e agrarie    | 3530                  | Biologia Agraria Microbiologia e biochimica                                                     |
| Medicina                        | 3195                  | Medicina Farmacia Odontoiatria                                                                  |
| Scienze economiche e gestionali | 4735                  | Scienze economiche Scienze gestionali Scienze commerciali                                       |
| Diritto                         | 5556                  | Scienze giuridiche e amministrative Diritto pubblico e privato                                  |
| Lettere e scienze umane         | 6671                  | Lingua e cultura amazigh Inglese Lettere arabe Francese Psicologia Interpretariato e traduzione |
| TOTALE                          | 32.623                |                                                                                                 |

## La primavera berbera
Nel 1980 l'università di Tizi Ouzou è stata al centro degli avvenimenti conosciuti come primavera berbera. Una conferenza di Mouloud Mammeri per presentare il suo volume di Poesie Cabile antiche venne annullata dalle autorità accademiche su disposizioni del potere politico. Per protesta gli studenti occuparono il campus, che venne sgomberato con la forza dalla polizia il 20 aprile 1980. Il movimento di protesta partito dall'università si estese rapidamente a tutta la popolazione, dando luogo alla nascita del Movimento Culturale Berbero (MCB), che in seguito porterà avanti la lotta per il riconoscimento della lingua e la cultura berbera in Algeria.

## Gli studi berberi

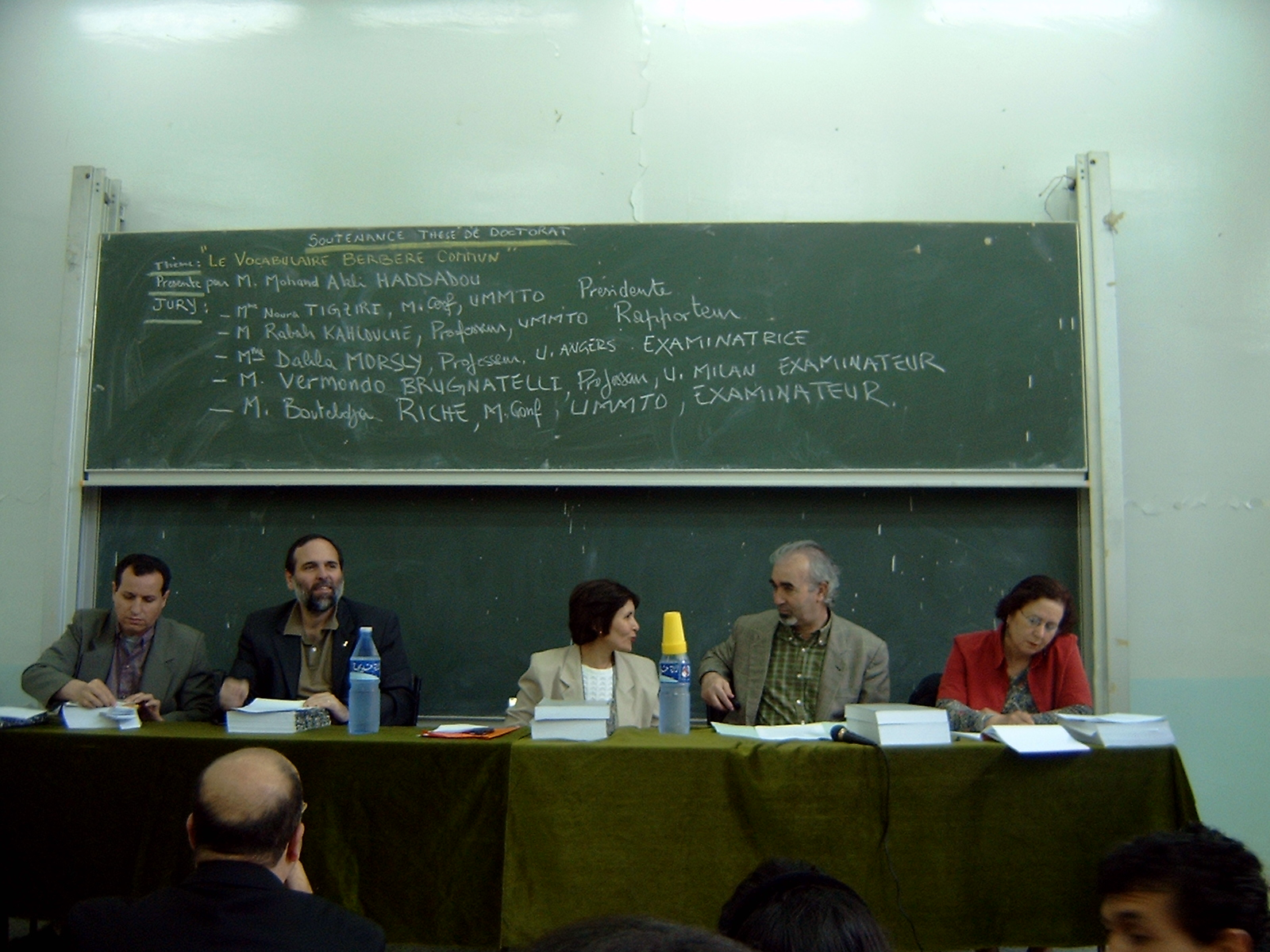
La prima tesi di dottorato in linguistica berbera all'università di Tizi Ouzou (28/5/2003)

L'università di Tizi Ouzou è stata la prima università algerina dotata di un Dipartimento di lingua e cultura amazigh, istituito nel gennaio del 1990 (in seguito ne venne creato un altro presso l'università di Bugia). Responsabile venne nominato il linguista Rabah Kahlouche, che attualmente è Rettore dell'Università.
Dalla sua fondazione questo dipartimento conosce un continuo aumento i studenti iscritti e di docenti impegnati. Attualmente si calcolano 954 studenti per i corsi di laurea ("graduation") e 67 di specializzazione ("post-graduation": Magistero e dottorato).